# Épisodes de Frequency
Cet article présente le guide des épisodes de la série télévisée américaine Frequency.

## Généralités
- Aux États-Unis, la saison a été diffusée du 5 octobre 2016 au 25 janvier 2017 sur le réseau The CW.
- Au Canada, la saison a été diffusée le lendemain sur Netflix.

## Distribution

### Acteurs principaux
- Peyton List : Raimy Sullivan
- Riley Smith : Frank Sullivan
- Mekhi Phifer : Satch DeLeon
- Anthony Ruivivar : Stan Hope
- Lenny Jacobson (en) : Gordo
- Devin Kelley : Julie Sullivan
- Daniel Bonjour : Daniel Badour

### Acteurs récurrents
- Ada Breker : Jeune Raimy
- Sandy Robson (en) : Mike Rainey
- Brad Kelly : « Little Jay » Garza
- Alexandra Metz : Maya Gowan
- Michael Charles Roman : Thomas Goff
- Melinda Page Hamilton : Marilyn Goff
- Kenneth Mitchell : Deacon Joe
- Rob Mayes : Détective Kyle Moseby

## Épisodes

### Épisode 1:Sur la même longueur d'onde
- États-Unis : 5 octobre 2016 sur The CW[1]
- Canada : 6 octobre 2016 sur Netflix
- Belgique : 3 juillet 2017 sur La Deux[2]
- France : 12 septembre 2017 sur TF1[3]

- États-Unis : 1,35 million de téléspectateurs[4] (première diffusion)

### Épisode 2:Relation tendue
- États-Unis : 12 octobre 2016 sur The CW
- Canada : 13 octobre 2016 sur Netflix
- Belgique : 3 juillet 2017 sur La Deux
- France : 13 septembre 2017 sur TF1

- États-Unis : 1,08 million de téléspectateurs[5] (première diffusion)

### Épisode 3:Si loin, si proche
- États-Unis : 19 octobre 2016 sur The CW
- Canada : 20 octobre 2016 sur Netflix
- Belgique : 3 juillet 2017 sur La Deux
- France : 13 septembre 2017 sur TF1

- États-Unis : 1,04 million de téléspectateurs[6] (première diffusion)

### Épisode 4:Enlèvement
- États-Unis : 26 octobre 2016 sur The CW
- Canada : 27 octobre 2016 sur Netflix
- Belgique : 10 juillet 2017 sur La Deux
- France : 19 septembre 2017 sur TF1

- États-Unis : 990 000 téléspectateurs[7] (première diffusion)

### Épisode 5:Liaison rompue
- États-Unis : 2 novembre 2016 sur The CW
- Canada : 3 novembre 2016 sur Netflix
- Belgique : 10 juillet 2017 sur La Deux
- France : 19 septembre 2017 sur TF1

- États-Unis : 910 000 téléspectateurs[8] (première diffusion)

### Épisode 6:Déviation
- États-Unis : 9 novembre 2016 sur The CW
- Canada : 10 novembre 2016 sur Netflix
- Belgique : 10 juillet 2017 sur La Deux
- France : 19 septembre 2017 sur TF1

- États-Unis : 1,05 million de téléspectateurs[9] (première diffusion)

### Épisode 7:Le refuge sur la montagne
- États-Unis : 16 novembre 2016 sur The CW
- Canada : 17 novembre 2016 sur Netflix
- Belgique : 17 juillet 2017 sur La Deux
- France : 26 septembre 2017 sur TF1

- États-Unis : 970 000 téléspectateurs[10] (première diffusion)

### Épisode 8:Interférences
- États-Unis : 30 novembre 2016 sur The CW
- Canada : 1er décembre 2016 sur Netflix
- Belgique : 17 juillet 2017 sur La Deux
- France : 26 septembre 2017 sur TF1

- États-Unis : 970 000 téléspectateurs[11](première diffusion)

### Épisode 9:Communication interrompue
- États-Unis : 7 décembre 2016 sur The CW
- Canada : 8 décembre 2016 sur Netflix
- Belgique : 17 juillet 2017 sur La Deux
- France : 26 septembre 2017 sur TF1

- États-Unis : 850 000 téléspectateurs[12] (première diffusion)

### Épisode 10:Le bout du tunnel
- États-Unis : 4 janvier 2017 sur The CW
- Canada : 5 janvier 2017 sur Netflix
- Belgique : 31 juillet 2017 sur La Deux
- France : 26 septembre 2017 sur TF1

- États-Unis : 670 000 téléspectateurs[13] (première diffusion)

### Épisode 11:Effet miroir
- États-Unis : 11 janvier 2017 sur The CW
- Canada : 12 janvier 2017 sur Netflix
- Belgique : 31 juillet 2017 sur La Deux
- France : 3 octobre 2017 sur TF1

- États-Unis : 740 000 téléspectateurs[14] (première diffusion)

### Épisode 12:La dernière cible
- États-Unis : 18 janvier 2017 sur The CW
- Canada : 19 janvier 2017 sur Netflix
- Belgique : 14 août 2017 sur La Deux
- France : 3 octobre 2017 sur TF1

- États-Unis : 730 000 téléspectateurs[15] (première diffusion)

### Épisode 13:Fin de communication
- États-Unis : 25 janvier 2017 sur The CW[16]
- Canada : 26 janvier 2017 sur Netflix
- Belgique : 14 août 2017 sur La Deux
- France : 3 octobre 2017 sur TF1

- États-Unis : 790 000 téléspectateurs[17] (première diffusion)